# Verkmyrån
Verkmyrån - vattendrag i Gästrikland, Gävle kommun, Gävleborgs län, Sverige. Längd: cirka 5 kilometer, inklusive källflöden omkring det dubbla.
Verkmyrån avvattnar Hillesjön (9,9 meter över havet) med omgivningar, och strömmar därifrån åt nordost förbi Verkmyran, Hillefäbodarna och Hillevallen. Slutligen mynnar Verkmyrån i Harkskärsfjärden vid Utnora.
Under april går enorma mängder mörtar upp i ån för att leka.